# Lista de municípios fronteiriços do Brasil por renda per capita
Esta é uma lista dos municípios do Brasil classificados por rendimento médio per capita em 2010 segundo o IBGE. A única capital de estado presente na lista é Porto Velho, capital de Rondônia, que aparece em negrito na posição 5.
| Posição | Município                        | Estado             | PIB (R$) |
| ------- | -------------------------------- | ------------------ | -------- |
| 1       | Itaipulândia                     | Paraná             | 1.166,68 |
| 2       | Marechal Rondon                  | Paraná             | 1.137,52 |
| 3       | Entre Rios do Oeste              | Paraná             | 1.125,65 |
| 4       | Serranópolis do Iguaçu           | Paraná             | 1.100,27 |
| 5       | Porto Velho                      | Rondônia           | 1.054,94 |
| 6       | Itapiranga                       | Santa Catarina     | 1.009,36 |
| 7       | Foz do Iguaçu                    | Paraná             | 948,15   |
| 8       | Bagé                             | Rio Grande do Sul  | 940,72   |
| 9       | São José do Cedro                | Santa Catarina     | 914,09   |
| 10      | Uruguaiana                       | Rio Grande do Sul  | 896,40   |
| 11      | Guaraciaba                       | Santa Catarina     | 893,23   |
| 12      | Santa Helena                     | Paraná             | 865,58   |
| 13      | Pranchita                        | Paraná             | 860,66   |
| 14      | Pato Bragado                     | Paraná             | 858,65   |
| 15      | Guaíra                           | Paraná             | 856,96   |
| 16      | Santana do Livramento            | Rio Grande do Sul  | 831,20   |
| 17      | Oiapoque                         | Amapá              | 828,81   |
| 18      | São Gabriel da Cachoeira         | Amazonas           | 822,31   |
| 19      | Dom Pedrito                      | Rio Grande do Sul  | 821,23   |
| 20      | São Borja                        | Rio Grande do Sul  | 821,13   |
| 21      | Bela Vista                       | Mato Grosso do Sul | 798,94   |
| 22      | Ponta Porã                       | Mato Grosso do Sul | 792,15   |
| 23      | Santa Vitória do Palmar          | Rio Grande do Sul  | 789,97   |
| 24      | Tunápolis                        | Santa Catarina     | 787,53   |
| 25      | Barracão                         | Paraná             | 780,07   |
| 26      | Corumbá                          | Mato Grosso do Sul | 776,79   |
| 27      | Paraíso                          | Santa Catarina     | 776,67   |
| 28      | Capanema                         | Paraná             | 768,65   |
| 29      | Aceguá                           | Rio Grande do Sul  | 752,94   |
| 30      | Herval                           | Rio Grande do Sul  | 750,92   |
| 31      | Doutor Maurício Cardoso          | Rio Grande do Sul  | 734,34   |
| 32      | Dionísio Cerqueira               | Santa Catarina     | 723,17   |
| 33      | Tiradentes do Sul                | Rio Grande do Sul  | 718,23   |
| 34      | Planalto                         | Paraná             | 713,10   |
| 35      | Jaguarão                         | Rio Grande do Sul  | 712,47   |
| 36      | Mundo Novo                       | Mato Grosso do Sul | 708,66   |
| 37      | Mercedes                         | Paraná             | 705,38   |
| 38      | Crissiumal                       | Rio Grande do Sul  | 696,26   |
| 39      | Princesa                         | Santa Catarina     | 692,65   |
| 40      | Porto Lucena                     | Rio Grande do Sul  | 688,91   |
| 41      | Pérola d'Oeste                   | Paraná             | 686,72   |
| 42      | Porto Murtinho                   | Mato Grosso do Sul | 684,72   |
| 43      | Cáceres                          | Mato Grosso        | 680,43   |
| 44      | Belmonte                         | Santa Catarina     | 678,36   |
| 45      | Santa Helena                     | Santa Catarina     | 677,99   |
| 46      | Quaraí                           | Rio Grande do Sul  | 675,30   |
| 47      | Itaqui                           | Rio Grande do Sul  | 672,03   |
| 48      | Porto Xavier                     | Rio Grande do Sul  | 670,34   |
| 49      | Comodoro                         | Mato Grosso        | 654,58   |
| 50      | Santo Antônio do Sudoeste        | Paraná             | 653,21   |
| 51      | Chuí                             | Rio Grande do Sul  | 641,54   |
| 52      | Porto Esperidião                 | Mato Grosso        | 635,62   |
| 53      | Almeirim                         | Pará               | 633,01   |
| 54      | Roque Gonzales                   | Rio Grande do Sul  | 631,48   |
| 55      | Alecrim                          | Rio Grande do Sul  | 631,14   |
| 56      | São Miguel do Iguaçu             | Paraná             | 610,24   |
| 57      | Guajará Mirim                    | Rondônia           | 604,72   |
| 58      | Garruchos                        | Rio Grande do Sul  | 600,48   |
| 59      | Porto Mauá                       | Rio Grande do Sul  | 598,81   |
| 60      | Bandeirante                      | Santa Catarina     | 594,90   |
| 61      | Novo Machado                     | Rio Grande do Sul  | 582,27   |
| 62      | Pimenteiras do Oeste             | Rondônia           | 581,33   |
| 63      | Porto Vera Cruz                  | Rio Grande do Sul  | 570,33   |
| 64      | Esperança do Sul                 | Rio Grande do Sul  | 568,98   |
| 65      | Cruzeiro do Sul                  | Acre               | 566,30   |
| 66      | São Nicolau                      | Rio Grande do Sul  | 561,59   |
| 67      | Epitaciolândia                   | Acre               | 556,48   |
| 68      | Pirapó                           | Rio Grande do Sul  | 555,92   |
| 69      | São Francisco do Guaporé         | Rondônia           | 554,01   |
| 70      | Alta Floresta D'Oeste            | Rondônia           | 548,02   |
| 71      | Derrubadas                       | Rio Grande do Sul  | 538,18   |
| 72      | Tabatinga                        | Amazonas           | 536,66   |
| 73      | Vila Bela da Santíssima Trindade | Mato Grosso        | 532,61   |
| 74      | Sete Quedas                      | Mato Grosso do Sul | 530,41   |
| 75      | Cabixi                           | Rondônia           | 523,60   |
| 76      | Pedras Altas                     | Rio Grande do Sul  | 514,31   |
| 77      | Laranjal do Jari                 | Amapá              | 513,96   |
| 78      | Pacaraima                        | Roraima            | 511,18   |
| 79      | Antônio João                     | Mato Grosso do Sul | 498,28   |
| 80      | Bom Jesus do Sul                 | Paraná             | 488,93   |
| 81      | Caracol                          | Mato Grosso do Sul | 482,96   |
| 82      | Poconé                           | Mato Grosso        | 474,09   |
| 83      | Aral Moreira                     | Mato Grosso do Sul | 464,08   |
| 84      | Costa Marques                    | Rondônia           | 456,14   |
| 85      | Nova Mamoré                      | Rondônia           | 455,79   |
| 86      | Oriximiná                        | Pará               | 440,47   |
| 87      | Caracaraí                        | Roraima            | 426,60   |
| 88      | Capixaba                         | Acre               | 423,65   |
| 89      | Manoel Urbano                    | Acre               | 416,91   |
| 90      | Barra do Quaraí                  | Rio Grande do Sul  | 414,60   |
| 91      | Brasiléia                        | Acre               | 411,75   |
| 92      | Coronel Sapucaia                 | Mato Grosso do Sul | 410,21   |
| 93      | Alto Alegre dos Parecis          | Rondônia           | 404,01   |
| 94      | Plácido de Castro                | Acre               | 400,06   |
| 95      | Caroebe                          | Roraima            | 396,48   |
| 96      | Paranhos                         | Mato Grosso do Sul | 391,78   |
| 97      | Sena Madureira                   | Acre               | 374,63   |
| 98      | Assis Brasil                     | Acre               | 373,06   |
| 99      | Acrelândia                       | Acre               | 367,21   |
| 100     | Bonfim                           | Roraima            | 355,57   |
| 101     | Santa Rosa do Purus              | Acre               | 351,08   |
| 102     | Feijó                            | Acre               | 349,90   |
| 103     | Mâncio Lima                      | Acre               | 337,54   |
| 104     | Óbidos                           | Pará               | 333,47   |
| 105     | Japorã                           | Mato Grosso do Sul | 330,83   |
| 106     | Japurá                           | Amazonas           | 325,41   |
| 107     | Barcelos                         | Amazonas           | 311,35   |
| 108     | Iracema                          | Roraima            | 304,91   |
| 109     | Normandia                        | Roraima            | 300,76   |
| 110     | Benjamin Constant                | Amazonas           | 284,85   |
| 111     | Porto Walter                     | Acre               | 263,35   |
| 112     | Alto Alegre                      | Roraima            | 262,30   |
| 113     | Jordão                           | Acre               | 259,35   |
| 114     | Guajará                          | Amazonas           | 257,61   |
| 115     | Rodrigues Alves                  | Acre               | 238,17   |
| 116     | Atalaia do Norte                 | Amazonas           | 209,76   |
| 117     | Marechal Thaumaturgo             | Acre               | 199,85   |
| 118     | Santa Isabel do Rio Negro        | Amazonas           | 187,78   |
| 119     | Amajari                          | Roraima            | 170,54   |
| 120     | Santo Antônio do Içá             | Amazonas           | 164,88   |
| 121     | Uiramutã                         | Roraima            | 161,24   |